# ボラマ (ギニアビサウ)
ボラマ（Bolama）はギニアビサウのボラマ州の州都である。ビジャゴ諸島の島のひとつのボラマ島にあり、大陸に最も近い。ボラマ島はマングローブの湿地に囲まれており、カシューナッツ栽培が盛んである。
ボラマ島はビジャゴ諸島と共にユネスコの生物圏保護区とラムサール条約登録地に指定されている。

## ギャラリー
- ボラマの通りに遍在する廃墟
- ストリートビュー
- 旧役所の廃墟